# Thomas Huckle Weller
Thomas Huckle Weller (Ann Arbor, 15 juni 1915 – Needham, 23 augustus 2008) was een Amerikaans viroloog en Nobelprijswinnaar. In 1954 won hij samen met John Franklin Enders en Frederick Chapman Robbins de Nobelprijs voor de Fysiologie of Geneeskunde voor het ontdekken van een wijze om poliomyelitis virussen te kweken in een reageerbuis.

## Biografie
Weller werd geboren als zoon van Carl Vernon Weller. Hij studeerde medische zoölogie aan de Universiteit van Michigan, waar zijn vader les gaf aan het Departement van Pathologie. Hij haalde zijn Master met een proefschrift over parasieten bij vissen.
In 1936 ging Weller naar de Harvard Medical School. In 1939 begon hij met zijn onderzoekswerk onder begeleiding van John Franklin Enders. Dankzij Enders raakte Weller betrokken bij onderzoek naar virussen en het vaststellen van infecties. In 1940 haalde Weller zijn MD. Hierna ging hij werken bij het kinderziekenhuis in Boston.
In 1942, tijdens de Tweede Wereldoorlog, werd Weller lid van het medische korps van het Amerikaanse leger. Hij werd gestationeerd bij het Antilles Medical Laboratory in Puerto Rico, alwaar hij de rang van majoor kreeg. Hij werkte in dit lab aan de departementen bacteriologie, virologie en parasitologie. Na de oorlog keerde hij terug naar het kinderziekenhuis. Hier voegde hij zich in 1947 bij J.F. Enders voor een nieuw onderzoek naar infectieziekten. Na verschillende leidinggevende posities te hebben gehad werd hij benoemd tot het hoofd van het Tropical Public Health Departement van de Harvard School of Public Health.
Naast zijn onderzoek naar polio, waarvoor hij de Nobelprijs won, droeg Weller ook bij aan de behandeling van schistosomiasis en Coxsackie-virussen. Hij was de eerste die erin slaagde de virussen die genitale herpes en waterpokken veroorzaken te isoleren.
In 1945 trouwde Weller met Kathleen Fahey. Samen kregen ze twee zonen (Peter Fahey en Robert Andrew) en twee dochters (Janet Louise en Nancy Kathleen). Thomas Huckle Weller stierf op 93-jarige leeftijd.